# Lammert Huitema
Lammert Huitema (Groningen 19 juni 1961) is een Nederlands voormalig schaatser en wielrenner. 

## Carrière
Hij werd drie keer Nederlands kampioen op kunstijs (1993, 1994, 1996) en in 1994 tevens op natuurijs op de marathon. In 1997 voegde hij hier het ONK marathon op natuurijs, verreden in Oostenrijk op de Plansee bij Reutte, aan toe. In 1995 won hij de alternatieve elfstedentocht op de Weissensee in Oostenrijk. 
Als wielrenner won hij tweemaal het criterium in zijn woonplaats Roden. Huitema raakte in mei 2017 zwaargewond in Duitsland tijdens de toertocht “Hel van Twente”.